# Saskatchewan Census Division No. 11
Die Census Division No. 11 in der kanadischen Provinz Saskatchewan hat eine Fläche von 16.602,58 km², es leben dort 326.109 Einwohner. 2011 betrug die Einwohnerzahl 271.170. Größter Ort in der Division ist Saskatoon.

## Gemeinden
Cities
- Martensville
- Saskatoon
- Warman

Towns
- Allan
- Colonsay
- Dalmeny
- Davidson
- Dundurn
- Govan
- Hanley
- Imperial
- Langham
- Lanigan
- Nokomis
- Osler
- Outlook
- Watrous

Villages
- Bladworth
- Bradwell
- Broderick
- Clavet
- Drake
- Duval
- Elbow
- Elstow
- Glenside
- Kenaston
- Liberty
- Loreburn
- Hawarden
- Meacham
- Plunkett
- Simpson
- Strongfield
- Viscount
- Young
- Zelma

Resort Villages
- Etters Beach
- Manitou Beach
- Shields
- Thode

## Rural Municipalities
- RM Last Mountain Valley No. 250
- RM Big Arm No. 250
- RM Arm River No. 252
- RM Willner No. 253
- RM Loreburn No. 254
- RM Wreford No. 280
- RM Wood Creek No. 281
- RM McCraney No. 282
- RM Rosedale No. 283
- RM Rudy No. 284
- RM Usborne No. 310
- RM Morris No. 312
- RM Lost River No. 313
- RM Dundurn No. 314
- RM Wolverine No. 340
- RM Wiscount No. 341
- RM Colonsay No. 342
- RM Blucher No. 343
- RM Corman Park No. 344

## Indianerreservat
- Whitecap No. 94